# فرانس كافكا
فرانس كافكا (بالألمانية: Franz Kafka) (3 يوليو 1883 – 3 يونيو 1924) وتشير له بعض المصادر باسم فرانز كافكا هو كاتب تشيكي يهودي كتب بالألمانية، رائد الكتابة الكابوسية. يُعدّ أحد أفضل أدباء الألمان في فن الرواية والقصة القصيرة تُصنّف أعماله بكونها واقعيّة عجائبية. عادةً ما تتضمّن قصصه أبطالاً غريبي الأطوار يجدونَ أنفسهم وسطَ مأزِقٍ ما في مشهدٍ سرياليّ، يُعزى ذلك للمواضيع النفسية التي يتناولها في أعمالِه مثل الاغتراب الاجتماعي والقلق والذعر والشعور بالذنب والعبثيّة. أكثر أعماله شُهرةً هي رواية المسخ، والمحاكمة، والقلعة. وقد ظهر في الأدب مصطلح الكافكاوية رمزاً إلى الكتابة الحداثية الممتلئة بالسوداوية والعبثية.
ولد كافكا في 3 يوليو 1883 في براغ التي كانت آنذاك جزءاً من الإمبراطورية النمساوية المجرية لعائلة ألمانية من الطبقة الوسطى تنحدر من أصول يهودية أشكنازية. عمل موظّفاً في شركة تأمين حوادث العمل، مما جعله يُمضي وقت فراغه في الكتابة. على مدار حياته، كتب كافكا مئات الرسائل للعائلة والأصدقاء المقربين، بما في ذلك والده، الذي كانت تربطه به علاقة متوترة وسيئة. خَطب بضعة نساءٍ لكن لم يتزوّج أبداً. توفي عام 1924 عن عمر يناهز الـ40 بسبب مرض السل.
القليل من كتاباته نشرت خلال حياته، تشمل الكتابات المنشورة مجموعة قصصية تحت اسم تأمل وأخرى بعنوان طبيب ريفي، وقصص فرديّة هي المسخ التي نُشرت في مجلّة أدبية ولم تحظَ باهتمام. أعماله غير المُنتهية تشمل المحاكمة والقلعة وأمريكا أو الرجل الذي اختفى. نُشِرت تلك الأعمال بعد موته على يد صديقه المقرب ماكس برود، الذي لم يستجب لطلب كافكا بإبادة كل كتاباته.

## حياته

### عائلته
ولد فرانس كافكا في 3 يوليو 1883 بالقرب من ساحة المدينة القديمة في براغ، التي كانت آنذاك جزءاً من الإمبراطورية النمساوية المجرية، ولد لعائلة ألمانية من الطبقة الوسطى تنحذر من أصول يهودية أشكنازية. والده هرمان كافكا (1852–1931) هو الابن الرابع لجاكوب كافكا، الذي كان يعمل في ذبح شحيطه (ذبح يهودي) في أوسك، وهي قرية تشيكية سكنها عدد كبير من اليهود تقع بالقرب من ستراكونيسه في جنوب بوهيما. نشأ والده في الريف في ظروف فقر مدقع؛ وبنشاط دائب ارتقى حتى بات تاجراً ثرياً ومالكاً لمحل بيع بالجملة في براغ بعد أن انتقل بأسرة كافكا إلى تلك المدينة، كانت بنيته الجسدية والنفسية وطريقة حياته العملية مبعثاً لإعجاب من قبل ابنه مرهف الحس، كما كانت في الوقت نفسه منبعاً لنفور كبير وشعور بالغربة مؤلم. والدة كافكا وهي يولي (1856–1934) نشأت في براغ في أسرة عريقة ووجيهة للغاية وذات مستوى ثقافي رفيع، وهي ابنة جاكوب لوي وهو تاجر ناجح في بودبرادي، وتلقت يولي لوفي تعليماً أفضل بكثير من زوجها، وكانت التناقضات بين والد كافكا ووالدته فوق كل تصور.
تحدث والدا كافكا مجموعة من اللهجات الألمانية المتأثرة باليديشية، إلا أنهم شجعوا أولادهم على تحدث الألمانية العليا، وكان لهم ستة أبناء وفرانز كان الابن البكر. شقيقا فرانز جورج وهاينريش توفيا مبكراً قبل أن يبلغ هو السابعة، وأخواته الثلاث وهن: جابرييل (إلي) (1889–1944)، فاليري (فالي) (1890–1942)، أوتيلي (أوتلا) (1892–1943) والأخيرة كانت الأخت المفضلة لدى فرانز. وجميعهن توفين في الهولكوست أثناء الحرب العالمية الثانية، تم ترحيل فالي عام 1942 إلى بولندا ولم يعرف مصيرها.

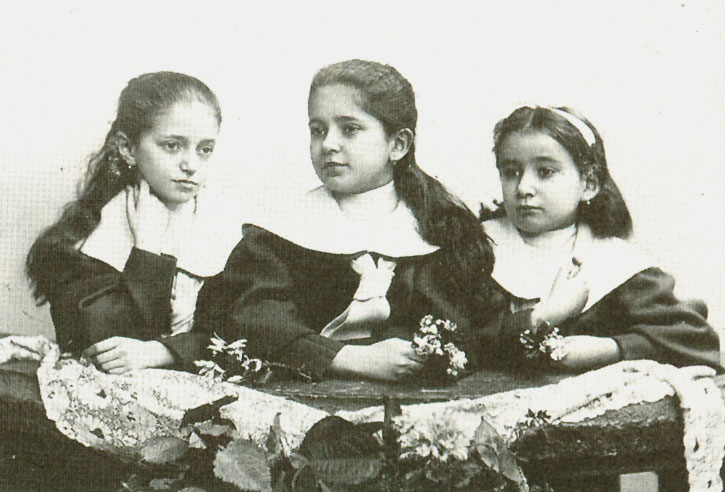
أخوات فرانز كافكا، من اليمين إلى اليسار: أوتلا، إلي، فالي

الكاتب ستانلي كورنجولد وصف والد فرانز كافكا بأنه «ضخم وأناني ورجل أعمال متغطرس»، بينما وصفه فرانز كافكا بأنه «كافكا حقيقي في القوة والصحة والشهية وجهارة الصوت والفصاحة ورضا النفس...». كان كافكا في طفولته وحيداً بعض الشيء، حيث أن والداه كانا يغيبان كثيراً وينشغلان بالأعمال التجارية للعائلة، وكانت أمه تعمل لما يصل إلى 12 ساعة يومياً. أما الأطفال فكان يهتم بهم عدد من المربيين والخدم. علاقة كافكا بوالده المضطربة واضحة في كتابه «رسالة إلى أبيه» (Brief an den Vater) في أكثر من 100 صفحة، ويستاء ويذكر في الكتاب أنه تأثر تأثيراً عميقاً بشخصية والده الإستبدادية المتطلبة، ويظهر تأثير شخصية والده كما وصفها واضحاً في أعماله، وعلى عكس شخصية والده المستبدة فقد كانت والدته هادئة وخجولة.
كان لدى عائلة كافكا فتاة تخدمهم وتعيش معهم في غرفة صغيرة، وكانت غرفة فرانز باردة إلى حدٍّ ما. وفي نوفمبر عام 1913 انتقلت العائلة إلى مسكن أكبر، وكانت إلي وفالي قد تزوجتا وانتقلتا من المسكن الأول، لذا فلم تتواجد الأختان مع العائلة في مسكنهم الجديد. وفي أوائل شهر أغسطس من العام 1914 كانت الحرب العالمية الأولى قد اشتعلت، ولم تعرف إلي وفالي مكان تواجد أزواجهن في الجيش فانتقلتا للعيش مع العائلة في المسكن الجديد، وكانت الأختان قد أنجبتا أطفالاً حتى ذلك الوقت. وفي سن 31 انتقل فرانز للعيش في شقة فالي السابقة، وعاش هناك للمرة الأولى بمفرده.

### التعليم
في الفترة من عام 1889 حتى 1893 ارتاد فرانز كافكا مدرسة ابتدائية ألمانية للبنين في سوق اللحوم (معروف الآن باسم شارع ماسنا). وإلى جانب ذلك تلقى كافكا في صغره دروساً دينية يهودية انتهت ببلوغه الثالثة عشر واحتفاله بالبار متسفا، بالنسبة لكافكا فلم يحب الذهاب إلى الكنيس مطلقاً وكان يذهب مع والده أربع أيام في السنة فقط.

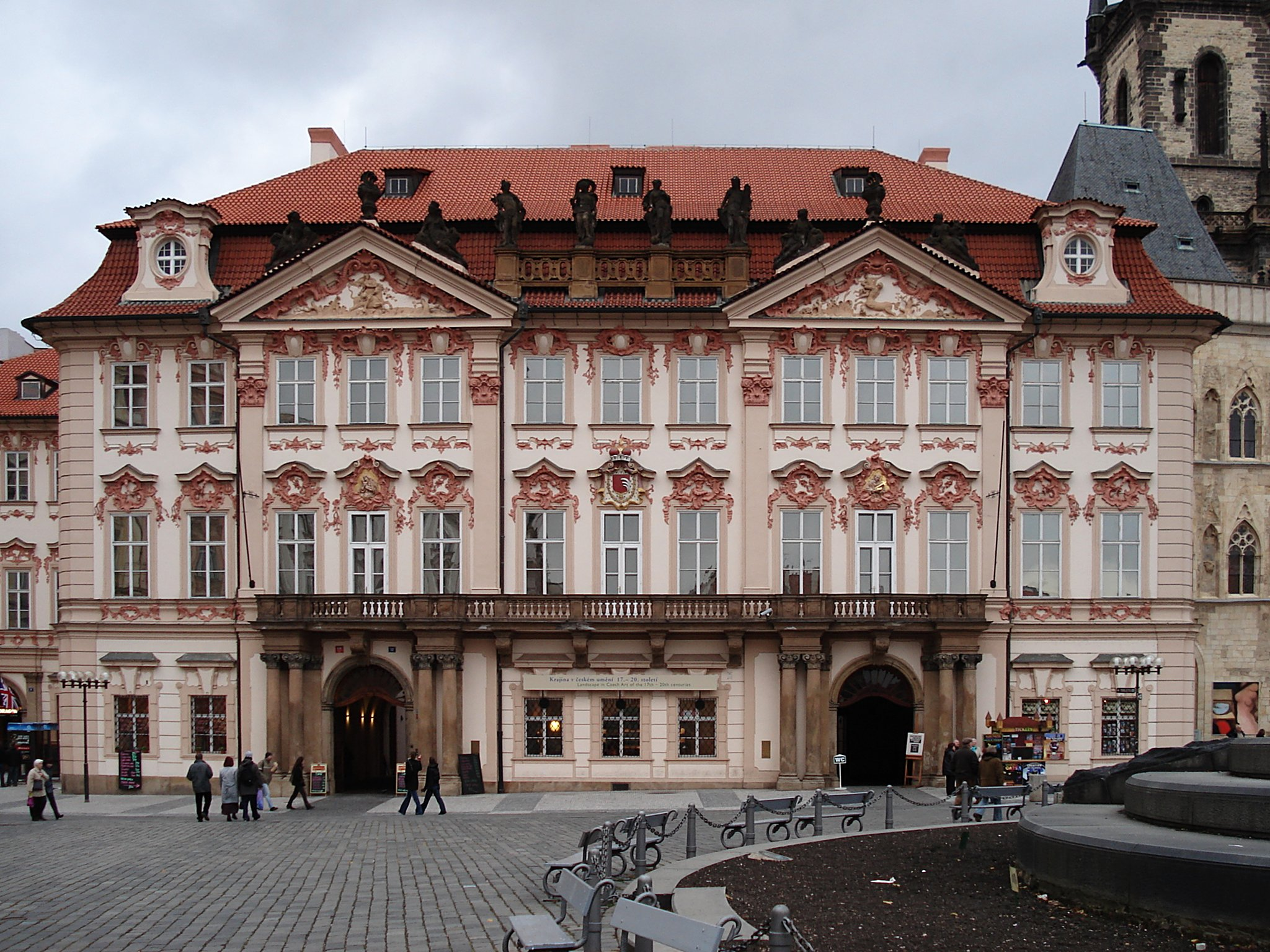
قصر كينسكي حيث ارتاد كافكا المدرسة الثانوية وهناك أيضاً حيث كان والده يملك متجراً

بعد مغادرة المدرسة الابتدائية في 1893، التحق فرانز كافكا بمدرسة ثانوية أكاديمية (Altstädter Deutsches Gymnasium) في داخل قصر كينسكي في ساحة المدينة القديمة في براغ، في تلك المدرسة كانت الألمانية هي لغة التدريس، ومع ذلك فقد كان كافكا قادراً على التحدث والكتابة بالتشيكية. ظل كافكا يدرس في الثانوية لمدة ثمان سنوات، وتخرج منها في 1901، واستطاع في هذه الفترة تحقيق درجات جيدة. ورغم أن كافكا استطاع تحدث التشيكية بشكل جيد وامتُدح بفضل ذلك، فهو لم يعتبر نفسه إطلاقاً متقناً للغة، واعتبر نفسه يتحدث بالألمانية مختلطة بلكنة تشيكية.
في عام 1901، بعد تخرجه من المدرسة الثانوية، التحق كافكا بجامعة شارلز-فيردناند الألمانية في براغ، وبدأ بدراسة الكيمياء، ولكنه سرعان ما تحول إلى دراسة القانون بعد إسبوعين. وكان هذا المجال لا يريحه ولكنه عرض عليه احتمالات أكبر للتوظيف وهذا ما يسعى إليه والده، وفي الفترة التي درس فيها كافكا القانون كان يأخذ إلى جانب ذلك فصول في تاريخ الفن والدراسات الألمانية، كما أنه انضم إلى نادي طلابي عُرف باسم «قاعة قراءة ومحاضرات الطلاب الألمان» (Lese-und Redehalle der Deutschen Studenten) عمل هذا النادي على تنظيم عدد من النشاطات الأدبية. من ضمن أصدقاء كافكا كان هناك الصحفي فيليكس فيلتش الذي درس الفلسفة، والممثل المسرحي إسحاق لوي الذي ينتمي إلى عائلة أرثوذكسية حاسيديمية من وارسو، والكاتبان أوسكار باوم وفرانس فرفل.
مع نهاية العام الأول في الدراسة كان كافكا قد ألتقى بماكس برود، وهو زميله في دراسة القانون الذي أصبح بعد ذلك صديقه المقرب مدى الحياة، وبعد وفاة كافكا قام بنشر عدد من أعماله. في ظل تعامله مع كافكا سرعان ما لاحظ برود أن هناك رزانة في التفكير وعمق وراء الخجل وقلة الكلام التي يتميز بها كافكا. وكان كافكا متعطشاً للقراءة طوال حياته. وقام هو وبرود بقراءة حوار «بروتاجوراس» (Πρωταγόρας) من تأليف أفلاطون بلغته الأصلية الإغريقية تحت اقتراح برود، وكذلك قرءا تحت اقتراح فرانز كافكا رواية الفرنسي جوستاف فلوبير «التربية العاطفية» (L'Éducation sentimentale) وأيضاً روايته الأخرى «تجربة القديس أنطونيوس» (La Tentation de Saint Antoine). اعتبر كافكا كلاً من: فيودور دوستويفسكي، جوستاف فلوبير، فرانس جريلبارتسر، هاينريش فون كلايست. ليكونوا «إخوته بالدم». وإلى جانب ذلك فقد كان كافكا مهتماً بالأدب التشيكي، ومولعاً ومهتماً بأعمال يوهان فولفغانغ فون غوته. وفي 18 يوليو 1906 حصل على درجة الدكتوراه في القانون، واضطر لمدة سنة على العمل بدون أجر كخدمة إلزامية في المحاكم المدنية والجنائية.

### العمل الوظيفي

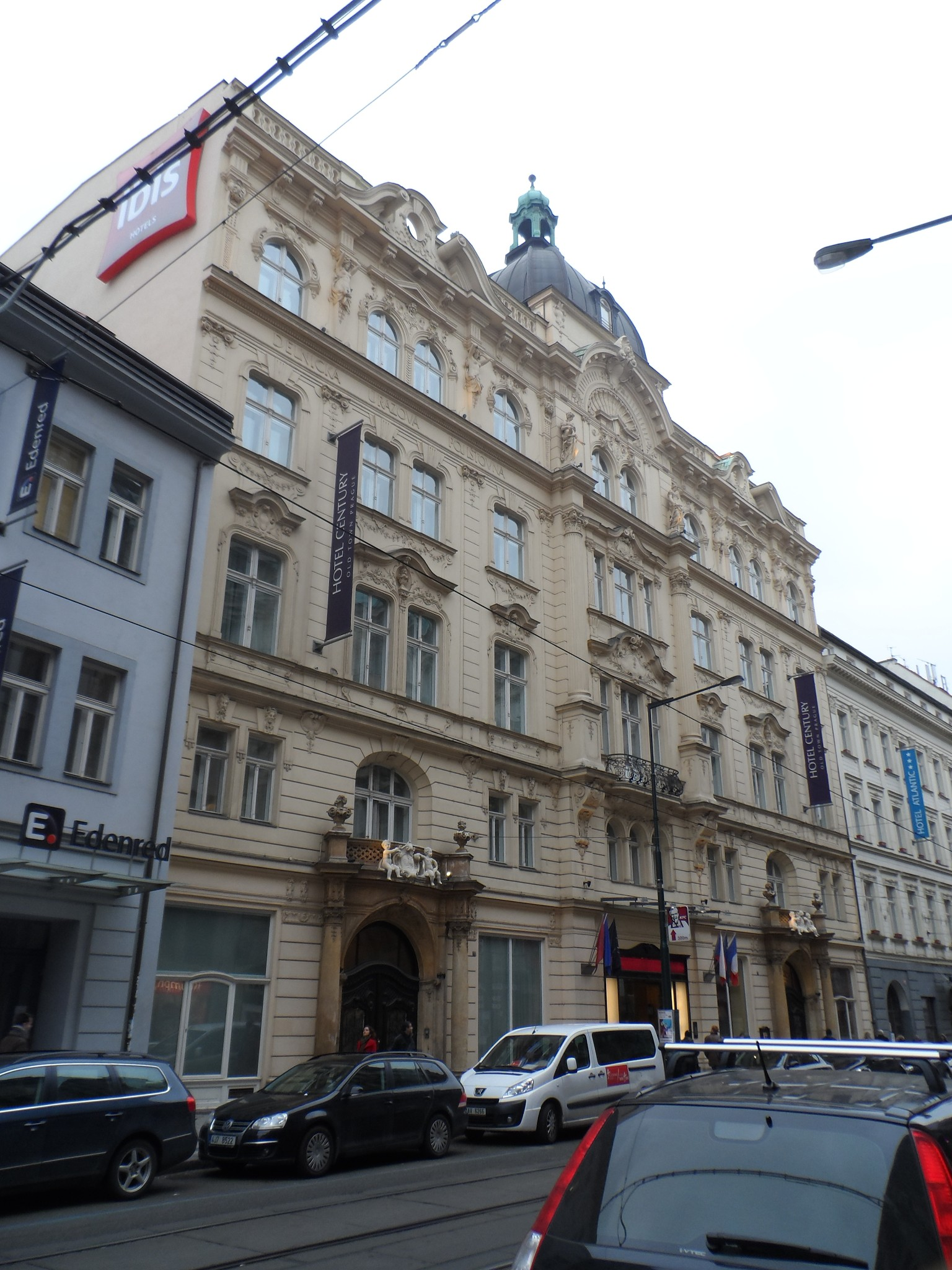
المبنى السابق لمؤسسة التأمين على حوادث العمال

في الفترة من 1 نوفمبر 1901 حتى 15 يوليو 1908 عمل فرانز كافكا في شركة التأمين الإيطالية «اسيكورازيوني جنرالي» في مكتبها في براغ، غير أنه خلال هذه الفترة لم يكن سعيداً بجدول ساعات العمل، حيث أنه كان يعمل من 08:00 وحتى 18:00، فكان من الصعب عليه التركيز على الكتابة والتي ازداد اهتمامه بها، وأدى ذلك في النهاية إلى استقالته من العمل في يوليو 1908. وبعد أسبوعين وجد كافكا عملاً مناسباً لدى «مؤسسة التأمين على حوادث العمال» سمح له بممارسة الكتابة بحرية، في هذا العمل كان كافكا يحقق في الإصابات الشخصية التي يتعرض لها العمال في الصناعة ويقيم التعويضات العمالية للمصابين، وكانت الحوادث مثل فقدان الأصابع أو الأطراف شائعة في ذلك الوقت. وكانت المؤسسة ترسله في رحلات تفتيشية إلى المصانع في مملكة بوهيميا التابعة لإمبراطورية النمسا - المجر وكانت المنطقة التي يعمل فيها تُعتبر آنذاك ثاني أكبر منطقة صناعية في أوروبا، وكان كافكا ناجحاً في عمله الوظيفي، وتمت ترقيته بسرعة، ووصل إلى مركز سكرتير المؤسسة. وكان يُقدّر عالياً من قبل رؤسائه ومن قبل مرؤوسيه في آن واحد، وتضمنت أعماله التعامل والتحقيق في طلبات التعويض وكتابة التقارير والتعامل مع رجال الأعمال الذين يعتقدون أن العمل في شركاتهم صنف كخطر أكثر مما هو عليه مما يكلفهم أكثر في أقساط التأمين.
بين كتّاب عصره الألمان كان كافكا الكاتب الوحيد الذي يملك تصوراً محدداً عن الظروف في المعامل ووضع العمال فيها،[بحاجة لمصدر] فمثلاً كتب ذات مرة للمؤسسة تقريراً عن إجراءات للوقاية من الحوادث لدى استخدام الفارات الآلية. كان كافكا ينهي عمله في المؤسسة في الساعة الثانية بعد الظهر، مما منحه وقتاً كافياً ليقضيه في التأليف، والذي كان ملتزماً به. وفي وقت لاحق منع المرض كافكا من العمل في المكتب وكذلك منعه من الانشغال بالكتابة، وبعد سنوات من ذلك وضع برود المصطلح «دائرة براغ المغلقة» (Der enge Prager Kreis) ليصف مجموعة من الكتاب تضمنته وكافكا.
في أواخر عام 1911 أصبح كافكا وكارل هرمان (زوج أخته إيلي) رفقاء في العمل لدى أول مصنع للأسبست في براغ، عُرف المصنع باسم (Asbestwerke Hermann & Co). في البداية كان كافكا سعيداً بعمله الجديد، وخصص له الكثير من وقته، ولكنه في وقت لاحق استاء من تعديات عمله على الوقت الذي خصصه للكتابة. وفي هذه الفترة أصبح كافكا مهتماً بالمسرح اليديشيي بعد رؤيته لمسرحية يديشية تم أدائها أكتوبر 1911، وللأشهر الستة المقبلة أصبح كافكا مولعاً بالأدب اليديشي واللغة اليديشية، وأصبح هذا الاهتمام نقطة الانطلاق لإستكشافه المتنامي لليهودية، وفي هذه الفترة أصبح نباتياً. وشارك كافكا في الحرب العالمية الأولى، ولاحقاً حاول الانضمام إلى الجيش ولكن تم منعه لأسباب صحية متعلقة بمرض السل، والذي شخصت إصابته به في عام 1917. وفي عام 1918 وبسبب المرض أُحيل كافكا إلى التقاعد من عمله لدى مؤسسة التأمين على حوادث العمال، حيث لم يكن في ذلك الوقت علاج متوفر لحالته، بعد ذلك أمضى كافكا ما تبقى من حياته في المصحات.

### وفاته

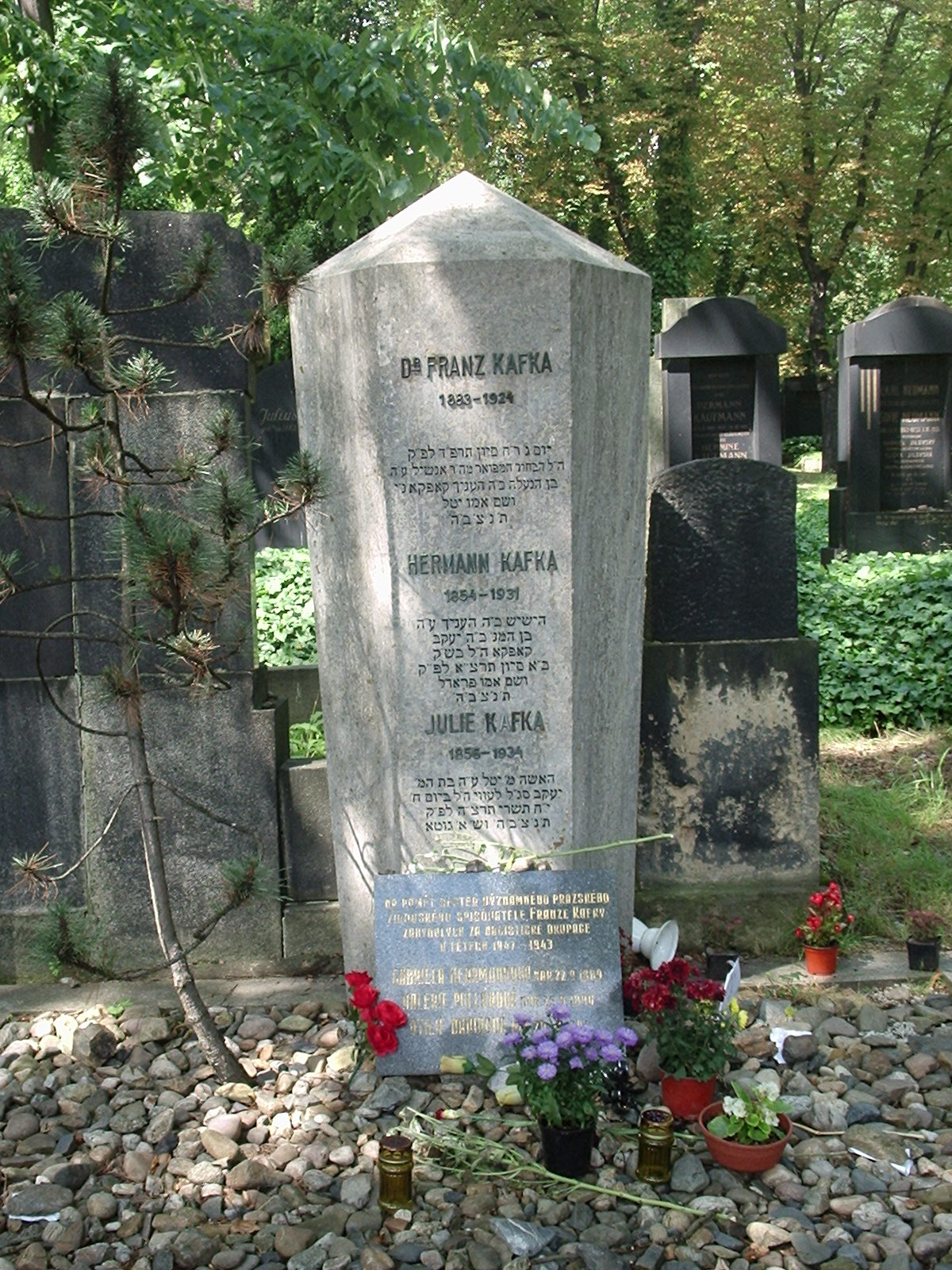
قبر كافكا في براغ

ازداد مرض كافكا سوءاً مما دفعه في مارس 1924 إلى العودة إلى براغ بعدما كان متواجداً في برلين، وفي براغ قامت عائلته وخاصة أخته أوتلا بالاهتمام به ورعايته. ومن ثم ذهب كافكا في 10 أبريل للعلاج إلى مصحة الطبيب هوفمان في كيرلينج بالقرب من فيينا، وتوفي هناك في 3 يونيو من العام 1924 وعمره أربعون عاماً وأحد عشر شهراً. كان الجوع هو السبب في وفاة كافكا، حيث أن المرض أصاب حنجرته مما جعل الأكل مؤلماً جداً، وبسبب أن حقن التغذية لم توضع بعد فلم تكن هناك طريقة ليغذي بها كافكا جسده. وبعد وفاته نُقلت جثته إلى براغ حيث دُفن هناك في 11 يونيو 1924. خلال فترة حياته لم يكن كافكا معروفاً بعد، ولكن بالنسبة له لم تكن الشهرة مهمة، إلا أنه قليلاً بعد وفاته أصبح مشهوراً بفضل صديقه ماكس برود الذي نشر أعماله.
كتب الطبيب الذي كان يرعاه في أيامه الأخيرة في المصحة: «وجهه جامد صارم، مترفع، مثلما كان ذهنه نقياً وصارماً. وجه ملك من نسب من أكثر الأنساب نبلاً وعراقة». بعد وفاته عثر صديقه ماكس برود على قصاصة كتبها كافكا، في ساعة يأس ومعاناة من مرض السل، يرجوه فيها «رجاء أخيراً» بأن يحرق كافة مخطوطاته غير المنشورة ومنها رواياته الثلاث، وذلك لأنها أيضاً غير مكتملة. لكن لحسن الحظ لم ينفّذ برود وصية صديقه.

## أعماله

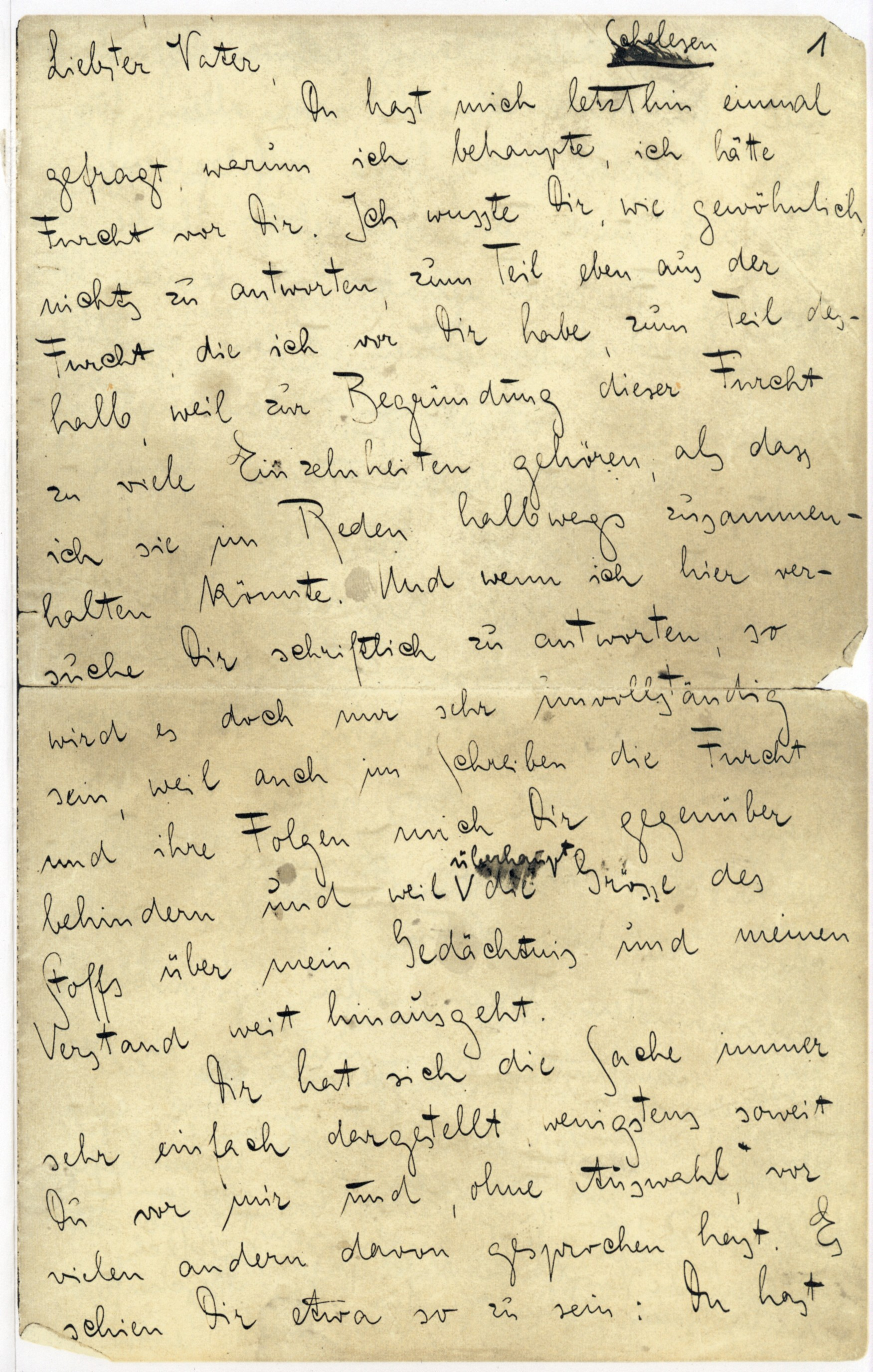
الصفحة الأولى من "رسالة إلى والده"

تقريباً جميع أعمال فرانز كافكا المنشورة كُتبت باللغة الألمانية، عدا بعض الرسائل التي كتبها بالتشيكية إلى ميلينا يسنسكا. قليل من مؤلفاته هي التي نشرت في فترة حياته، وهي كذلك لم تستقطب الكثير من انتباه القراء.
كافكا لم ينهي أي من رواياته الثلاث وأحرق ما يقارب 90 بالمئة من أعماله. وأكثر ما أحرقه كان في فترة إقامته في برلين مع ديامنت، التي ساعدته في إحراق المخطوطات. في بداية انطلاقته ككاتب تأثر كافكا كثيراً بفون كلايست، وفي رسالة لكافكا إلى فيليس باور يصف فيها أعمال كلايست بأنها مخيفة، وكان يعتبره أقرب حتى من عائلته نفسها.
جدير بالذكر كذلك أن كتابات كافكا قد تعرضت فيما بعد للحرق على يد هتلر، وتعرضت مؤلفات كافكا لموقفين متناقضين من الدول الشيوعية في القرن الماضي، بدأت بالمنع والمصادرة وانتهت بالترحيب والدعم.[بحاجة لمصدر]

### القصص
أول أعمال كافكا المنشورة كانت مجموعة من ثمان قصص قصيرة نشرت في العدد الأول من المجلة الأدبية «هايبيريون» (Hyperion) تحت العنوان «تأمل» (Betrachtung). في عام 1904 كتب كافكا القصة القصيرة «وصف معركة» (Beschreibung eines Kampfes) وعرضها على برود في 1905، شجعه برود على الإستمرار في التأليف ونصحه بتقديمها لتنشر في مجلة هايبريون وأقنعه بذلك، حيث نشر جزء من القصة في عام 1908، وقسمين منها في ربيع 1909، ونشرها كاملة في ميونخ.
وفي ليلة من الإلهام الأدبي في 22 سبتمبر 1922 كتب كافكا قصة «الحكم» (Das Urteil) وأهداها لخطيبته فيليس باور. يذكر برود وجود تشابه بين اسم الشخصية الرئيسية «جورج بيندمان» وخطيبته «فريدا براندينفيلد» بفرانز كافكا وخطيبته فيليس باور. هذه القصة دائماً ما تعتبر انطلاقة كافكا في مسيرته الأدبية. تتعامل القصة مع العلاقة المضطربه بين ابن وأبيه ذا الطبيعة المسيطرة الذي يجد نفسه يواجه وضعاً جديداً بخطوبة ابنه. نشرت القصة للمرة الأولى في عام 1912 في لايبزيج حيث خصصها «للآنسة فيليس باور»، وفي طبعات لاحقة فقط «الآنسة ف».
في عام 1912 كتب كافكا قصة «التحول» (Die Verwandlung)، وظهرت للمرة الأولى في عام 1915 في لايبزيج. تبدأ القصة ببائع يسافر ليجد نفسه فجأة قد تحول إلى ungeheuren Ungeziefer بمعنى حشرة قبيحة. المصطلح Ungeziefer يعني حرفياً «الهوام» وهي الحيوانات القذرة الغير مرغوب فيها. يعتبر النقاد هذه القصة واحدة من أكثر الأعمال الخيالية تأثيراً في القرن العشرين.
«فنان جوع» (Ein Hungerkünstler) نشرت هذه القصة للمرة الأولى في عام 1924 في دورية «دي نويه روندشاو» (Die neue Rundschau) التي تتحدث عن فنان وهو بطل القصة يواجه تراجعاً في مهنته الغريبة كفنان يقوم بتجويع نفسه لفترات طويلة لقاء المال. في أكتوبر من العام 1914 كتب كافكا «في مستعمرة العقاب» (In der Strafkolonie) ونقحها وأعاد كتابتها في عام 1918 قبل أن تنشر في أكتوبر 1919 في لايبزيج. تتعامل القصة مع تعذيب أحد السجناء في مستعمرة، وكذلك مع الجهاز الذي وضع لإعدامه.
آخر قصص كافكا هي «جوزيفينه المغنية، أو شعب الفئران» (Josefine, die Sängerin oder Das Volk der Mäuse)، نشرت للمرة الأولى في عام 1924. تتمحور هذه القصة حول العلاقة بين فنان وجمهوره.
الجدول التالي يضم المجموعات القصصية من تأليف كافكا. الثلاث الأولى منها نشرت في حياة كافكا.
| المجموعات القصصية لفرانز كافكا |                                 |                                         | |      |
| المجموعة                       | الاسم الأصلي                    | تاريخ النشر                             | ملاحظات | صورة |
| تأمل                           | Betrachtung                     | 1912                                    | تضم مجموعة من ثمان عشر قصة قصيرة كتبها كافكا في الفترة من عام 1904 وحتى 1912. وهي تعد أولى أعمال كافكا المنشورة.       |      |
| طبيب ريفي                      | Ein Landarzt                    | 1919 (كورت وولف)                        | المجموعة القصصية الثانية لكافكا، وتضم أربعة عشر قصة قصيرة كتبها في عام 1916 من بينها قصة قصيرة تحمل اسم المجموعة.      |      |
| فنان جوع                       | Ein Hungerkünstler              | 1924 (صادرة عن دار نشر دي شميده)        | مجموعة من أربعة قصص قصيرة. وهذه المجموعة هي الأخيرة التي يعدها كافكا للنشر وذلك قبل وفاته في نفس سنة نشر هذه المجموعة. |      |
| سور الصين العظيم               | Beim Bau der Chinesischen Mauer | 1931 (صادرة عن دار نشر جوستاف كيبنهاور) | تضم واحد وعشرين قطعة أدبية كتبت في الفترة من عام 1917 وحتى 1924. نشرت في برلين بعد وفاة كافكا بسبع سنين.               |      |

### الروايات
- المسخ، وقد نشرت أول مرّة في العام 1915، صدرت ترجمتها العربية عن دار العلم للملايين عام 1991، وقد ترجمها إلى العربية منير البعلبكي.
- القضية، وقد نشرت أول مرة في العام 1925، وتترجم أحيانا تحت عنوان المحاكمة، وقد صدرت عدت مرات عن عدة دور نشر عربية، من بينها المركز القومي للترجمة في مصر بترجمة مصطفى ماهر، ومطابع الأهرام التجارية في مصر.

## حياته الخاصة
لم يتزوج كافكا قط. وفقًا لبرود، فإن كافكا «تعذب» بسبب الرغبة الجنسية، ويذكر كاتب سيرة حياة كافكا غاينا ستاخ أن حياته كانت مليئة «بملاحقة النساء بشكل مستمر» وكان يتملكه الخوف من «الفشل الجنسي». ارتاد كافكا بيوت الدعارة في أغلب مرحلة شبابه، وكان مهتمًا بالصور والمواد الإباحية. وبالإضافة إلى ذلك، خلال حياته كان له علاقات وثيقة مع العديد من النساء. في 13 أغسطس 1912، التقى كافكا مع فيليس باور، إحدى قريبات برود، التي عملت ممثلةً لشركة ديكتافون في برلين. بعد أسبوع من لقائهم في منزل برود، كتب كافكا في مذكراته:
«آنسة إف بي، عندما وصلت منزل برود في 13 أغسطس، كانت تجلس إلى الطاولة. لم ينتابني الفضول أبدا حول هويتها، بل أخذتها كأمر مفروغ حالًا. وجه نحيل خاوي، يبدي خواؤه بشكل واضح. عنق مكشوف. ترتدي بلوزة. بدت بلديةً بملابسها تلك، رغم أنها لم تكن كذلك على الإطلاق كما اتضح لاحقًا. (نفرت نفسي منها من خلال تفحصها عن كثب ...) أنف مكسور تقريبًا. شعر أشقر أملس نوعًا ما، وغير جذاب، ذقن كبير. وبينما كنت اجلس، نظرت إليها عن كثب لأول مرة، وبينما كنت جالسًا، كونت رأيًا راسخًا».
بعد هذا اللقاء بوقت قصير، كتب كافكا قصة «الحكم» في ليلة واحدة فقط وعمل في فترة مثمرة على رواية «الرجل الذي اختفى» ورواية «المسخ». معظم تواصل كافكا وفيليس باور على مدى السنوات الخمس التي تلت ذلك كان من خلال الرسائل، واجتمعا من حين لآخر، وخُطبا مرتين. ونُشرت باقي رسائل كافكا إلى باور في صورة كتاب «رسائل إلى فيليس»؛ رسائلها لم تنجو. وفقًا لكاتبي سيرة حياته ستاخ وجيمس هافز، خطب كافكا للمرة الثالثة في حوالي عام 1920، إلى جوليا فويزك، كانت خادمة في فندق، فقيرة وغير متعلمة. على الرغم من أن الثنائي استأجرا شقة وحددا موعد الزفاف، إلا أن الزواج لم يتم. خلال هذا الوقت، بدأ كافكا مسودة «رسالة إلى والده»، الذي اعترض على جوليا بسبب معتقداتها الصهيونية. قبل تاريخ الزواج المنشود، ارتبط مع امرأة أخرى. بينما كان يحتاج إلى النساء والجنس في حياته، فقد كان قليل الثقة بنفسه، وشعر بأن الجنس دنيء، وكان خجولًا لدرجة فظيعة - وخاصةً بشأن جسده.
ذكر ستاخ وبرود أنه في الوقت الذي عرف فيه كافكا فيليس باور، كان على علاقة غرامية مع صديقة لها، ماكاغيت «كغيت» بلوخ، وهي امرأة يهودية من برلين. يقول برود إن بلوخ أنجبت لكافكا ولدًا، على الرغم من أن كافكا لم يعرف أبدًا عن الطفل. وُلد الصبي، الذي لم يُعرف اسمه، في عام 1914 أو عام 1915 وتوفي في ميونيخ في عام 1921. ومع ذلك، يقول كاتب سيرة كافكا بيتر أندريه ألت إنه رغم إنجاب بلوخ طفلًا، فإن كافكا لم يكن الأب لأن علاقتهما لم تكن حميمية على الإطلاق. يشير ستاخ إلى أنَّ هناك الكثير من الأدلة المتناقضة حول الادعاء بكون كافكا هو الأب.
شُخصت إصابة كافكا بمرض السل في أغسطس 1917 وانتقل لبضعة أشهر إلى قرية تسوراو في بوهيميا (سيجيم باللغة التشيكية)، حيث كانت أخته أوتلا تعمل في مزرعة صهرها كارل هيرمان. شعر بالراحة هناك ووصف لاحقًا تلك الفترة بأنها ربما كانت أفضل فترة في حياته، ربما لأنه لم يتحمل أي مسؤوليات. استمر بكتابة يومياته وأوكتافيفتي (الثمانية). استخرج كافكا من الملاحظات الواردة في هذه الكتب، 109 من المقاطع النصية المرقمة عن زيتل، وهي صفحات مفردة دون ترتيب معين، ونُشرت لاحقًا باسم: (أمثال تسوراو أو تأملات عن الخطيئة والأمل والمعاناة، والطريق الحقيقية).
في عام 1920، بدأ كافكا علاقة قوية مع ميلينا يسنسكا، وهي صحفية وكاتبة تشيكية. نُشرت رسائله إليها لاحقًا باسم «رسائل إلى ميلينا». خلال إجازة في يوليو 1923 إلى غرال-موريتز على بحر البلطيق، التقى كافكا مع دورا ديامانت، معلمة رياض أطفال بالغة من العمر 25 عامًا من عائلة يهودية أرثوذكسية. انتقل كافكا، لفترة وجيزة إلى برلين (سبتمبر 1923 - مارس 1924)، على أمل الهروب من تأثير أسرته إلى التركيز على كتاباته وعاش مع ديامانت. أصبحت حبيبته وجذبت اهتمامه إلى التلمود. عمل على أربع قصص، وكانت جميعها مخصصة للنشر، بما في ذلك (فنان جوع).

## من مؤلفاته
- رسائل إلى ميلينا[96]
- طبيب ريفي
- التحول
- المسخ
- القلعة
- رسائل إلى والدي
- الحكم
- أمريكا
- في مستعمرة العقاب
- أمام القانون